# Hypoxylon pelliculosum
Hypoxylon pelliculosum är en svampart som beskrevs av Petch 1924. Hypoxylon pelliculosum ingår i släktet Hypoxylon och familjen kolkärnsvampar.   Inga underarter finns listade i Catalogue of Life.